# Andrés Ferrera
Carlos Andrés Ferrera Palma, conocido como Andrés Ferrera, es un cantautor cristiano católico hondureño. Se ha destacado por su música de adoración, alabanza y evangelización. En julio de 2025 recibió el premio a Mejor Canción Rock en la primera edición de los Catholic Music Awards, celebrada en Roma, por su tema “JesuCristo Salvador”.

## Biografía
Andrés Ferrera nació en Tegucigalpa, Honduras. Es el menor de tres hermanos. Fue criado por su tía, Nohemí Palma, junto a sus hermanas Mariela y Gabriela, ya que su madre, Catalina “Catita” Palma, fue madre soltera. Desde temprana edad mostró interés por la música, influenciado por su abuelo Vicente Palma, quien era multinstrumentista. Su primer instrumento, una guitarra, le fue obsequiado por su primo Franklin.
Durante su adolescencia vivió una etapa de alejamiento de la fe católica, pero en 2007, tras participar en un retiro de la Renovación Carismática Católica, retomó su compromiso espiritual y decidió consagrar su vida a Dios a través de la música como medio de evangelización.
Actualmente reside en el municipio de Santa Lucía, en el departamento de Francisco Morazán. Está casado con Bessy Agüero y es padre de un hijo. También ha compartido públicamente la pérdida de un hijo antes de nacer, un hecho que ha marcado profundamente su vida y se refleja en el contenido espiritual de sus canciones. Ferrera participa activamente en su comunidad parroquial, especialmente en la Parroquia Cristo Señor de las Mercedes.

## Carrera musical
Ferrera inició su servicio en la pastoral juvenil en el año 2000. Participó en ministerios como Redes y Emaús antes de lanzar su carrera como solista. En 2020 publicó su primer álbum, Una Antorcha por Cristo, con canciones como “Hacia Emaús” y “En Tu Nombre”. En 2024 lanzó su segundo disco, Al abrir mis ojos te veo, con temas como “Yo te sigo Jesús”, “JesuCristo Salvador”, “Te consagro a mi familia” y “Lo mejor de mí es para Ti, Señor”.
Ha sido invitado a numerosos eventos católicos, como retiros, jornadas juveniles y misiones dentro y fuera de Honduras. Entre ellos destaca su participación en la Jornada Nacional de la Juventud 2024 en Tegucigalpa, donde ofreció un concierto frente a la Catedral.

## Estilo musical
Su estilo fusiona la adoración contemporánea con géneros latinos como trova, reggae, jazz y música garífuna. Entre sus principales influencias se encuentran Cristóbal Fones, Guillermo Anderson y Pez Luna, combinando inspiración espiritual con raíces culturales hondureñas.

## Premios
- 2025: Premio a Mejor Canción Rock por “JesuCristo Salvador”, otorgado en los Catholic Music Awards, celebrados en Roma.[4][5][6]

## Discografía
Una Antorcha por Cristo (2020)
- Hacia Emaús
- En Tu Nombre

Al abrir mis ojos te veo (2024)
- Yo te sigo Jesús
- JesuCristo Salvador
- Te consagro a mi familia
- Lo mejor de mí es para Ti, Señor